# Stéphane Grichting
Stéphane Grichting (ur. 30 marca 1979 w Sierre) – piłkarz szwajcarski grający na pozycji środkowego obrońcy.

## Kariera klubowa
Jest wychowankiem klubu FC Chalais. Trafił do niego już w wieku 7 lat i występował w młodzieżowej drużynie do roku 1993. Następnie trafił do zespołu FC Sion, w barwach którego zadebiutował w sezonie 1996/1997 w pierwszej lidze szwajcarskiej i w pierwszym sezonie zajął 3. miejsce w lidze oraz zdobył Puchar Szwajcarii. Już w kolejnym sezonie był zawodnikiem wyjściowej jedenastki Sionu, a w 1999 roku spadł z nim do drugiej ligi, ale już rok później znów występował w ekstraklasie. W Sionie występował do końca sezonu 2001/2002 łącznie rozgrywając dla tego klubu 124 ligowe spotkania i zdobywając 5 goli.
Latem 2002 na zasadzie wolnego transferu przeszedł do francuskiego AJ Auxerre. W Ligue 1 zadebiutował 14 września w zremisowanym 1:1 meczu z FC Sochaux-Montbéliard. W pierwszym sezonie w Auxerre zagrał tylko 10-krotnie, głównie z powodu kontuzji. W kolejnych grał już coraz więcej, a w 2004 roku zajął swoje najwyższe do tej pory miejsce we Francji – 4. W 2005 roku natomiast wywalczył Puchar Francji (w lidze AJA zajęło 8. miejsce). W 2006 zwyciężył z klubowymi kolegami w finale Pucharu Intertoto, dzięki czemu w sezonie 2006/2007 wystąpił po raz kolejny w rozgrywkach Pucharu UEFA. Na koniec sezonu zajął 7. miejsce we francuskiej ekstraklasie. W sezonie 2009/2010 był z Auxerre trzeci w lidze. W sezonie 2011/2012 spadł z Auxerre do Ligue 2.
W 2012 roku przeszedł do Grasshopper Club. Zadebiutował w nim 15 lipca 2012 w przegranym 0:2 domowym meczu z FC Sion. W sezonie 2012/2013 wywalczył wicemistrzostwo Szwajcarii oraz zdobył Puchar Szwajcarii. W sezonie 2013/2014 ponownie został wicemistrzem kraju. Po sezonie 2014/2015 zakończył karierę.
| Sezon   | Klub                | Kraj       | Rozgrywki          | Mecze | Bramki |
| ------- | ------------------- | ---------- | ------------------ | ----- | ------ |
| 1996/97 | FC Sion             | Szwajcaria | Swiss Super League | 5     | 0      |
| 1997/98 | FC Sion             | Szwajcaria | Swiss Super League | 26    | 1      |
| 1998/99 | FC Sion             | Szwajcaria | Swiss Super League | 22    | 0      |
| 1999/00 | FC Sion             | Szwajcaria | Nationalliga A     | 13    | 1      |
| 2000/01 | FC Sion             | Szwajcaria | Swiss Super League | 26    | 3      |
| 2001/02 | FC Sion             | Szwajcaria | Swiss Super League | 32    | 0      |
| 2002/03 | AJ Auxerre          | Francja    | Ligue 1            | 10    | 0      |
| 2003/04 | AJ Auxerre          | Francja    | Ligue 1            | 17    | 0      |
| 2004/05 | AJ Auxerre          | Francja    | Ligue 1            | 21    | 1      |
| 2005/06 | AJ Auxerre          | Francja    | Ligue 1            | 25    | 0      |
| 2006/07 | AJ Auxerre          | Francja    | Ligue 1            | 19    | 0      |
| 2007/08 | AJ Auxerre          | Francja    | Ligue 1            | 29    | 0      |
| 2008/09 | AJ Auxerre          | Francja    | Ligue 1            | 37    | 0      |
| 2009/10 | AJ Auxerre          | Francja    | Ligue 1            | 37    | 0      |
| 2010/11 | AJ Auxerre          | Francja    | Ligue 1            | 25    | 0      |
| 2011/12 | AJ Auxerre          | Francja    | Ligue 1            | 33    | 0      |
| 2012/13 | Grasshoppers Zurych | Szwajcaria | Swiss Super League | 33    | 0      |
| 2013/14 | Grasshoppers Zurych | Szwajcaria | Swiss Super League | 32    | 0      |
| 2014/15 | Grasshoppers Zurych | Szwajcaria | Swiss Super League | 28    | 0      |

## Kariera reprezentacyjna
W 2002 roku wraz z młodzieżową reprezentacją Szwajcarii U-21 wystąpił na Młodzieżowych Mistrzostwach Europy w Szwajcarii. Tam zajął ze swoimi rodakami 3. miejsce.
W pierwszej reprezentacji Szwajcarii zadebiutował 28 kwietnia 2004 roku w wygranym 2:1 spotkaniu ze Słowenią. W tym samym roku był brany pod uwagę przez selekcjonera Jakoba Kuhna przy ustalaniu składu na Euro 2004, ale nie pojechał na nie z powodu kontuzji. W 2006 roku Stéphane znalazł się w kadrze na Mistrzostwa Świata w Niemczech, na których zagrał jedynie w meczu 1/8 finału z Ukrainą, przegranym po serii rzutów karnych.